# Richard de Clare (zm. 1136)
Richard de Clare, znany również jako Richard Fitz Gilbert oraz Richard z Ceredigion (ur. 1094, zm. 15 kwietnia 1136 w Abergavenny) – angielski możnowładca, syn Gilberta Fitz Richarda, wywodzącego się z młodszej linii dynastii normandzkiej, i Alice de Claremont, córki Hugona de Creil, hrabiego de Claremont. Starszy brat Gilberta, hrabiego Pembroke.
Richard jest czasem błędnie określany jako pierwszy hrabia Hertford, jednak w rzeczywistości hrabstwo zostało utworzone dla jego syna, Gilberta.

## Życie
Po śmierci ojca w 1117 r. Richard odziedziczył jego posiadłości w Clare, Ceredigion i Tonbridge. Jego działania koncentrowały się głównie wokół utrzymania zdobyczy ojca w Ceredigion. Dał się również poznać jako budowniczy kościołów i klasztorów: m.in. odbudował kościół w Llanbadarn Fawr oraz ufundował opactwo w Tonbridge. 
W 1136 r. w Walii wybuchło powstanie przeciwko nowemu królowi. Powstańcy odnieśli sukcesy na południu kraju.
Hertford przebywał wówczas poza granicami Walii, ale na wieść o wybuchu powstania powrócił do Ceredigion. Na pogranicze walijskie przybył na początku kwietnia 1136 r. Ignorując ostrzeżenia o niebezpieczeństwie wyruszył do Ceredigion na czele niewielkich sił. 15 kwietnia jego oddział wpadł w walijską zasadzkę niedaleko Abergavenny w hrabstwie Monmouthshire. Hrabia zginął w bitwie. Jego śmierć spowodowała nasilenie się działań powstańczych i wyparcie Anglików z części Walii.
Został pochowany w opactwie Gloucester.

## Rodzina
W 1116 r. Richard poślubił Alice (Adelizę/Adelize) de Gernon (lub de Briquessar, ok. 1102 - 1128), córkę Ranulpha le Meschin, 1. hrabiego Chester, i Lucy, prawdopodobnie córki Turolda, szeryfa Lincoln. Richard i Alice mieli razem trzech synów i dwie córki:
- Gilbert de Clare (1115 - 1153), 1. hrabia Hertford
- Alice de Clare lub Adelize de Tonbridge (ur. 1117), żona sir Williama de Percy, lorda Topcliffe, i Cadwaladra ap Gruffydda
- Robert Fitz Richard de Clare (ur. 1119), możliwe, że zmarł młodo
- Rohese de Clare (ur. 1120)
- Roger de Clare (1122 - 1173), 2. hrabia Hertford